# Тетраацетат кремния
Тетраацета́т кре́мния — химическое соединение,
смешанный ангидрид ортокремниевой и уксусной кислот
с формулой Si(CH3COO)4,
бесцветные кристаллы,
реагирует с водой.

## Получение
- Реакция хлорида кремния(IV) и уксусной кислоты:

{\displaystyle {\mathsf {SiCl_{4}+4CH_{3}COOH\ {\xrightarrow {}}\ Si(CH_{3}COO)_{4}+4HCl\uparrow }}}
- Реакция хлорида кремния(IV) и уксусного ангидрида:

{\displaystyle {\mathsf {SiCl_{4}+4(CH_{3}CO)_{2}O\ {\xrightarrow {}}\ Si(CH_{3}COO)_{4}+4CH_{3}COCl}}}

## Физические свойства
Тетраацетат кремния образует бесцветные, очень гигроскопичные кристаллы,
реагирует с водой,
растворяется в ацетоне и бензоле.